# Roberto Calasso
Roberto Calasso (ur. 30 maja 1941 we Florencji, zm. 28 lipca 2021 w Mediolanie) – włoski pisarz, eseista i wydawca.
Studiował anglistykę na uniwersytecie La Sapienza w Rzymie, gdzie obronił napisaną pod kierunkiem Mario Praza pracę I gieroglifici di Sir Thomas Browne. Związany z kręgiem intelektualnym Roberto Bazlena i Luciano Foà. Współzałożyciel powstałego w 1963 roku wydawnictwa Adelphi, później jego wieloletni dyrektor. Przygotował m.in. krytyczne tłumaczenia dzieł Nietzschego i Krausa.
Autor obszernych, erudycyjnych esejów z pogranicza filozofii, antropologii, krytyki literackiej i badań nad mitami. Wśród jego dzieł znajdują się La rovina di Kasch (1983), La nozze di Cadmo e Armonia (1988), Ka (1996), K. (2002). 
Nagrodzony Prix Veillon i Prix du Meilleur Livre Étranger (1991), nowojorskim Literary Lion (1993), Prix Formentor  (2016). Honorowy członek zagraniczny American Academy of Arts and Sciences od 2000 roku. W 2000 roku jako profesor wizytujący wykładał na University of Oxford, zapis wygłoszonych wówczas wykładów ukazał się w 2001 roku pod tytułem La letteratura e gli dèi.

## Polskie przekłady
- Memè Scianca. Bobi, tłum. Joanna Ugniewska, Słowo/obraz terytoria, Gdańsk 2025
- Kręte ścieżki, tłum. Joanna Ugniewska, Słowo/obraz terytoria, Gdańsk 2023
- Nienazwana teraźniejszość, tłum. Joanna Ugniewska, Słowo/obraz terytoria, Gdańsk 2019
- Ślad wydawcy, tłum. Stanisław Kasprzysiak, Joanna Ugniewska, Słowo/obraz terytoria, Gdańsk 2018
- Pawilon Baudelaire’a, tłum. Stanisław Kasprzysiak, Emilia Olechnowicz, Czuły Barbarzyńca Press, Warszawa 2017
- Literatura i bogowie, tłum. Stanisław Kasprzysiak, Czuły Barbarzyńca Press, Warszawa 2011
- K., tłum. Stanisław Kasprzysiak, Czuły Barbarzyńca Press, Warszawa 2011
- Zaślubiny Kadmosa z Harmonią, tłum. Stanisław Kasprzysiak, Czuły Barbarzyńca Press, Warszawa 2010
- Ka, tłum. Ireneusz Kania, Wydawnictwo Aletheia, Warszawa 2008